# ساندویچ انگشت ماهی
ساندویچ انگشت ماهی یا ساندویچ ماهی لقمه ساندویچی حاوی ماهی لقمه یا ماهی سوخاری است. این یک غذای محبوب در بریتانیا است که در آن غذای راحتی است. ساندویچ اغلب پر کردن دیگری ندارد، اما ممکن است شامل سس مانند تارتار، سس مایونز یا سس کچاپ باشد.
سرآشپز مشهور ، جیمی الیور، ساندویچ را به عنوان یک لذت گناه آلود توصیف کرده‌است: «به عنوان یک آشپز همیشه احساس می‌کنم نباید چیزی مانند ته ماهی را بخورم - اما می‌دانید چه چیزی، فکر می‌کنم این باعث می‌شود طعم آن بهتر شود.»
رستوران‌هایی که ساندویچ‌های انگشت ماهی را در منوی خود دارند عبارتند از: Bill's، Kerbisher & Malt و Leon.
در سال ۲۰۱۷، Birds Eye از جوایز ساندویچ انگشت ماهی حمایت کرد که مرحله نهایی آن در رستوران Tramshed مارک هیکس برگزار شد. جوایز جداگانه ای برای بهترین حرفه ای و بهترین ورودی از مردم در نظر گرفته شد. داوران گرگ والاس، جنیفر بدلو، زانته کلی، پیتر لاک و دنی کینگستون بودند، در حالی که کاپیتان بردسی نگاه می‌کرد. حرفه ای برنده کریس لانیون از کافه چپل در پورت ایزاک بود که دستور پختش شامل هاک در پانکو با سس تارتار بود. گابریل ساندر بهترین ورودی عمومی را انجام داد که با کبر، آبلیمو، سس مایونز پاپریکا دودی، منداب راکتی و واسابی پوشیده شده بود و در یک باپ کریستال سرو می‌شد.